# Melanichneumon heiligbrodtii
Melanichneumon heiligbrodtii är en stekelart som först beskrevs av Cresson 1877.  Melanichneumon heiligbrodtii ingår i släktet Melanichneumon och familjen brokparasitsteklar. Inga underarter finns listade i Catalogue of Life.